# Frederic August II de Saxònia
|  | Per a altres significats, vegeu «Frederic August II de Saxònia (elector)». |

Frederic August II de Saxònia (Dresden, 18 de maig de 1797 - Brennbüchel, Tirol, 9 d'agost de 1854) fou Rei de Saxònia des de 1836 fins a 1854.
Era fill del príncep Maximilià de Saxònia i de la princesa Carolina de Borbó-Parma. Frederic August era net per via paterna de l'elector Frederic Cristià I de Saxònia i de la princesa Maria Antònia de Baviera; mentre que per via materna ho era del duc Ferran I de Parma i de l'arxiduquessa Maria Amàlia d'Àustria.
El dia 26 de setembre de 1819 contragué matrimoni en primeres núpcies amb l'arxiduquessa Maria Carolina d'Àustria, filla de l'emperador Francesc I d'Àustria i de la princesa Maria Teresa de Borbó-Dues Sicílies. La parella no tingué fills i Carolina morí a Dresden el dia 22 de maig de 1832 als 31 anys.
El dia 24 d'abril de 1833 contragué matrimoni amb la princesa Maria de Baviera, filla del rei Maximilià I de Baviera i de la landgravina Frederica de Hessen-Kassel. La parella tampoc tingué fills.
Durant la Revolució de 1848, la família reial de Saxònia hagué de refugiar-se a la fortalesa de Königstein, únicament després de la intervenció de les tropes saxones i prussianes l'any 1849, Frederic August II pogué retornar a Dresden.
Frederic August II morí als 57 anys i després de 18 anys al tron saxó. El succeí a la corona el seu germà el rei Joan I de Saxònia.